# Ramzes XI.
Ramzes XI. je egipatski faraon koji je vladao od 1107. pr. Kr. do 1078. ili 1077. pr. Kr. Bio je deseti i posljednji kralj 20. egipatske dinastije. Taj vladar nije imao moć zato što je narod bio gladan i nezadovoljan, a svećenik boga Amona upravljao je postrojbama u Tebi. Svećenik Herihor iskoristio je svoju moć i svrgnuo Ramzesa XI. s prijestolja.Herihor je zatim stvorio svoju "Božju državu Amonovu" koja je obuhvaćala Gornji Egipat dok je deltom (Donjim Egiptom) vladao Smendes I. koji je bio jedan od potomaka Ramzesa II i njegove mnoge djece. Tako je Egipat bio razdjeljen na dva dijela. Ramzesovom smrću započinje treće međurazdoblje. O Ramzesovu životu općenito, malo se zna. Njegovu kćerku Neđmet oženio je Herihor.
Egiptolozi se ne mogu složiti koliko je ovaj kralj vladao, pa procjene idu od najmanje 29 godina, preko 30, pa do 33 godine.